# Südlich gelegene Talbereiche der Göstlinger Alpen
Südlich gelegene Talbereiche der Göstlinger Alpen este o arie protejată (sit de importanță comunitară — SCI) din Austria întinsă pe o suprafață de 600,93 ha, integral pe uscat.

## Localizare
Centrul sitului Südlich gelegene Talbereiche der Göstlinger Alpen este situat la coordonatele 47°40′16″N 14°58′23″E / 47.6712°N 14.973°E.

## Înființare
Situl Südlich gelegene Talbereiche der Göstlinger Alpen a fost declarat sit de importanță comunitară în iulie 2017 pentru a proteja 1 specie de animale.

## Biodiversitate
Situată în ecoregiunea alpină, aria protejată nu include niciun habitat protejat.
La baza desemnării sitului se află o specie protejată de  nevertebrate: fluturele flitirar (Euphydryas maturna).